# أليكس مان
أليكس مان (بالصينية: 萬梓良) هو ممثل صيني، ولد في 25 يوليو 1957 في الصين. من الجوائز التي نالها جائزة الحصان الذهبي لأفضل ممثل رئيسي ‏ سنة 1988.

## جوائز
- جائزة الحصان الذهبي لأفضل ممثل رئيسي [الإنجليزية]‏ (1988)

## وصلات خارجية
- أليكس مان على موقع IMDb (الإنجليزية)
- أليكس مان على موقع روتن توميتوز (الإنجليزية)
- أليكس مان على موقع أول موفي (الإنجليزية)
- أليكس مان على موقع قاعدة بيانات الفيلم (الإنجليزية)
- أليكس مان على موقع قاعدة بيانات الفيلم (الإنجليزية)